# St. Laurentius (Unterwaldbehrungen)

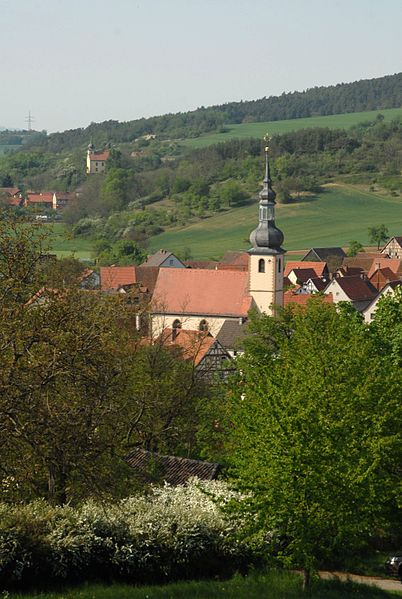
Die St. Laurentius-Kirche in Unterwaldbehrungen

Die römisch-katholische Kirche St. Laurentius ist eine Kirche im bayerischen Unterwaldbehrungen, einem Ortsteil der Gemeinde Bastheim im unterfränkischen Landkreis Rhön-Grabfeld. Sie gehört zu den Baudenkmälern in Bastheim und ist unter der Nummer D-6-73-116-40 in der Bayerischen Denkmalliste registriert. Unterwaldbehrungen ist ein Teil der Pfarreiengemeinschaft Besengau.
Die Kirche ist dem heiligen Laurentius von Rom geweiht.

## Geschichte
Vor dem Bau der heutigen St.-Laurentius-Kirche existierte ein Vorgängerbau mit einem Chorturm aus dem 15. Jahrhundert. Als diese Kirche im Jahr 1612 für baufällig erachtet wurde, wurde ein Neubau erforderlich.
Im Jahr 1616 wurde die heutige St.-Laurentius-Kirche errichtet, indem der Chorturm der Vorgängerkirche um ein Langhaus ergänzt wurde; der Oberbau stammt von 1716. In den Jahren 1939 und 1987 fanden Renovierungen der Kirche statt.

## Beschreibung
Die Kirche besteht aus dem östlichen Chorturm mit rundbogigen Schallfenstern und welscher Haube und dem Langhaus mit drei Fensterachsen. Der Chor besitzt ein Kreuzgratgewölbe und ein spitzbogiges Fenster mit Maßwerk an der Südseite. Er wird durch einen spitzen Chorbogen vom Langhaus abgetrennt. Die Fenster des Langhauses sind ebenfalls spitzbogig mit Maßwerk.

## Ausstattung
An der östlichen Chorwand ist anstelle eines Hochaltars eine Pietà unter einem Baldachin angebracht. Steinfiguren des Kirchenpatrons Laurentius (links) und der Immaculata (rechts) ersetzen die Seitenaltäre. An der nördlichen Wand befindet sich eine Figur des Muttergottes mit Kind. Der Taufstein steht im Mittelgang. Die Orgel ist auf der westlichen Doppelempore aufgestellt. An der Decke  des Langhauses erkennt man das Zentralgemälde der heiligen Dreifaltigkeit und Eckmedaillons der vier Evangelisten.